# Roma rivuole Cesare
Roma rivuole Cesare è un film per la televisione del 1974 diretto da Miklós Jancsó, prodotto dalla RAI.

## Trama
In Numidia indigeni e romani si ribellano contro Cesare. Ma quando Ottaviano prende il potere Claudio si uccide deluso per il suo tradimento.

## Produzione
Il film venne girato in Tunisia.

## Distribuzione
Fu trasmesso in anteprima dalla Rai il 6 giugno 1974.
Alcuni mesi più tardi venne distribuito nei cinematografi.

## Critica
(Paolo Mereghetti)